# 嵯峨嵐山駅
嵯峨嵐山駅（さがあらしやまえき）は、京都府京都市右京区嵯峨天龍寺車道町にある、西日本旅客鉄道（JR西日本）山陰本線の駅である。駅番号はJR-E08。「嵯峨野線」の愛称区間に含まれている。
本項では、ほぼ同位置に所在する嵯峨野観光鉄道嵯峨野観光線のトロッコ嵯峨駅（トロッコさがえき）についても述べる。

## 概要
関西有数の観光名所である嵐山・嵯峨野へのJRにおける玄関口であり、嵯峨野観光鉄道における嵯峨野側の起点駅である。両路線の駅は隣接しており、JRと嵯峨野観光鉄道の駅とを乗り継ぐことができる。
近隣に京福電気鉄道嵐山本線の嵐電嵯峨駅があり（徒歩4分程度）、当駅からの乗換えが可能となっている。なお、渡月橋などの主要な観光地へは、京福電気鉄道の嵐山駅が最寄りである。

## 歴史

### 国鉄→JR西日本
開業時の駅名は嵯峨駅であり、民営化後もこの駅名のままであったが、後に著名観光地である嵐山の名称を加えた嵯峨嵐山駅に改称された。
- 1897年（明治30年）2月15日：京都鉄道開業当初の終着駅である嵯峨駅として開業[1]。旅客・貨物の取り扱いを開始[1]。
- 1899年（明治32年）8月15日：京都鉄道が園部駅まで延伸し、途中駅となる。
- 1907年（明治40年）8月1日：京都鉄道が国有化され、官営鉄道の駅になる[1]。
- 1909年（明治42年）10月12日：線路名称制定。京都線の所属となる。
- 1912年（明治45年）3月1日：線路名称改定。京都線が山陰本線に編入され、当駅もその所属となる。
- 1961年（昭和36年）3月1日：貨物の取り扱いを廃止[1]。
- 1985年（昭和60年）3月14日：荷物扱い廃止[1]。
- 1987年（昭和62年）4月1日：国鉄分割民営化に伴い、西日本旅客鉄道（JR西日本）の駅となる[1]。
- 1988年（昭和63年）3月13日：路線愛称の制定により、「嵯峨野線」の愛称を使用開始。
- 1989年（平成元年）3月5日：当駅から馬堀駅までが複線の新線に切り替えられる。
- 1994年（平成6年）9月4日：JR西日本の駅が嵯峨嵐山駅に改称[1][2]。
- 1998年（平成10年）9月16日：自動改札機を設置し、供用開始[3]。
- 2003年（平成15年）11月1日：ICカード「ICOCA」の利用が可能となる。
- 2007年（平成19年）3月18日：駅舎改築に伴い、仮駅舎の使用を開始する。
- 2008年（平成20年）
  - 6月14日：橋上駅舎が開業。南北自由通路が完成。
  - 11月21日：南口エスカレーター等の完成により橋上駅舎が全面竣工。
- 2009年（平成21年）
  - 2月28日：南口駅前広場が完成。
  - 3月14日：北口駅前広場が完成。
  - 11月1日：当駅から園部駅までの複線化がすべて完成（当該区間最後の単線区間だった亀岡駅 - 並河駅間の複線化に伴う）。
- 2010年（平成22年）3月7日：嵯峨野線最後の単線区間（京都駅構内を除く）である花園駅 - 当駅間が複線化。交換設備を廃止して2面3線を2面4線に拡張。
- 2017年（平成29年）3月4日：ダイヤ改正に伴い、当駅で折り返す普通列車が新設される[4]。
- 2018年（平成30年）3月17日：駅ナンバリングが導入され、使用を開始。
- 2019年（平成31年・令和元年）
  - 3月8日：この日をもってみどりの窓口の営業を終了[5]。
  - 3月9日：みどりの券売機プラスの供用を開始[5]。
  - 12月1日：業務委託化。
- 2023年（令和5年）10月21日 - 12月10日：嵯峨野線混雑緩和の一環として、同線を運行する特急列車のうち、土休日の朝の福知山方面行き3本と夕方の京都行き4本が臨時停車[6]。2024年（令和6年）3月23日 - 4月7日の土休日においても、2023年秋と同じ列車で臨時停車を実施[7]。

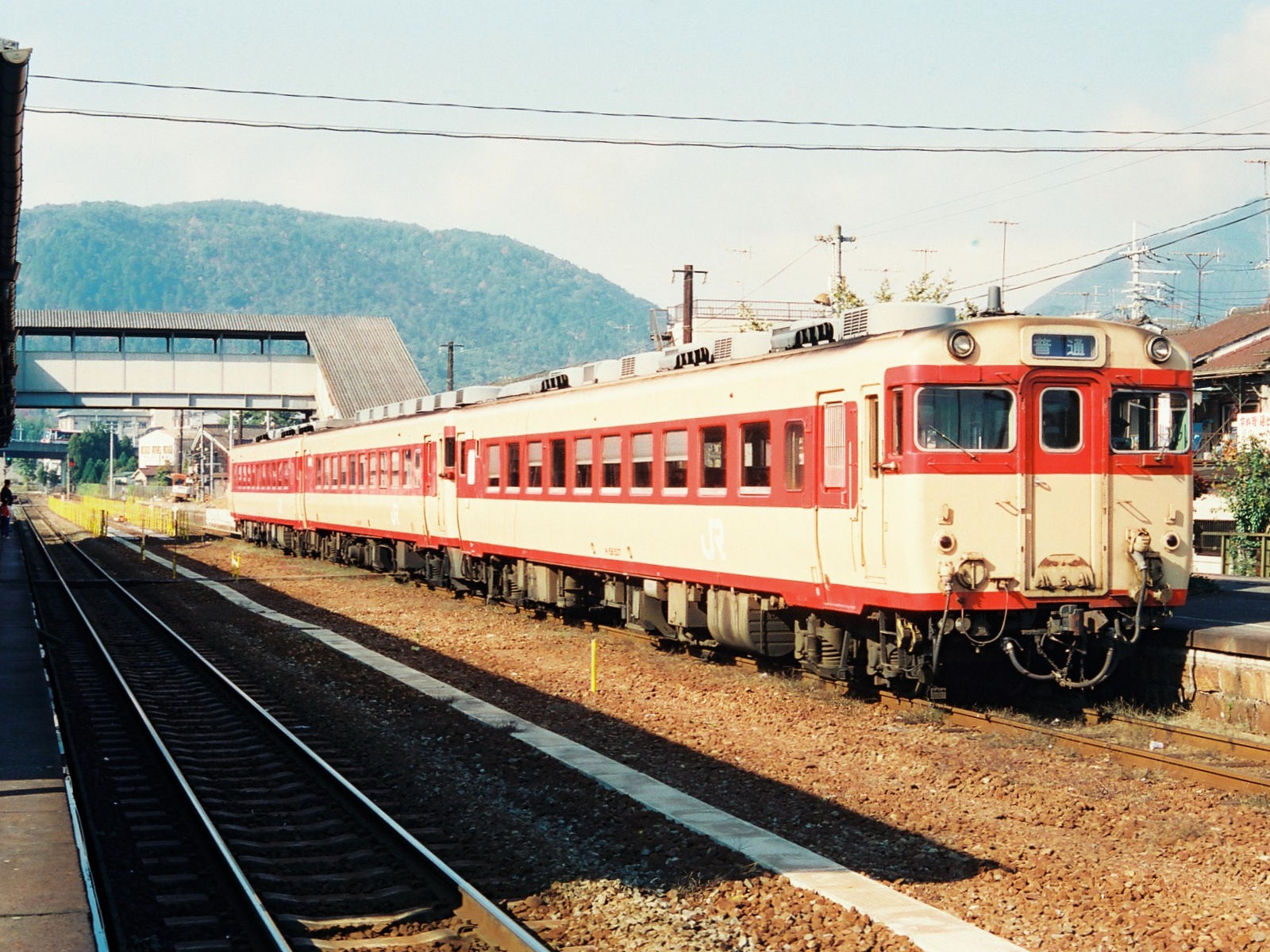
駅構内の様子（1988年）
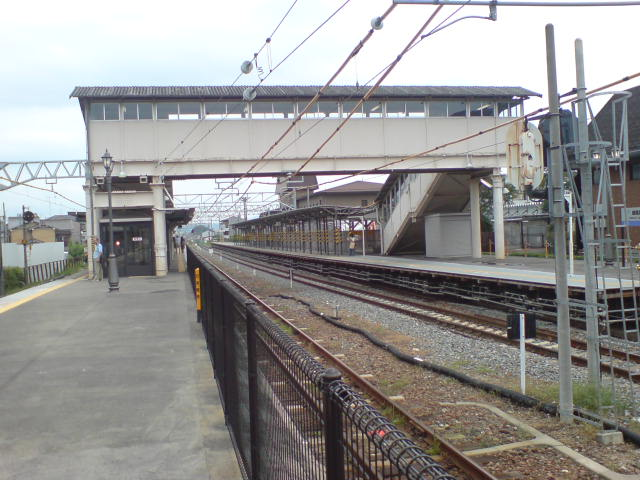
仮設ホーム時代（2007年9月）

### 嵯峨野観光鉄道
- 1991年（平成3年）4月27日：トロッコ嵯峨駅開業[8]。
- 1997年（平成9年）4月27日：駅舎改築[9]。
- 2003年（平成15年）4月28日：駅前に「19世紀ホール」がオープン[8]。
- 2011年（平成23年）3月1日：「ジオラマ・京都・JAPAN」がオープン。
- 2019年（令和元年）12月29日：駅前に設置されていたD51 51の展示最終日[10]。

## 駅構造

### JR西日本（嵯峨嵐山駅）
島式ホーム2面4線を持ち、待避設備を備えた地上駅で、橋上駅舎を有する。ホームの有効長は8両編成である。
JR西日本交通サービスに駅業務を委託している亀岡駅管理の業務委託駅。ICOCA利用可能駅（相互利用可能ICカードはICOCAの項を参照）。また、JRの特定都区市内制度における「京都市内」の駅である。

#### のりば
| のりば | 路線     | 方向 | 行先                   | 備考          |
| ------ | -------- | ---- | ---------------------- | ------------- |
| 1・2   | 嵯峨野線 | 上り | 京都方面               | 一部4番のりば |
| 3・4   | 嵯峨野線 | 下り | 亀岡・園部・福知山方面 |               |

※上表の路線名は旅客案内上の名称（愛称）で表記している。
付記事項
- 朝夕ラッシュ時に快速と普通の緩急接続が行われる。奇数番線（1番のりば・3番のりば）が主本線、偶数番線（2番のりば・4番のりば）が待避線である。また、京都方に片渡り線があるため、3・4番のりばから京都方面へ発車することもできる。2017年3月4日改正で設定された当駅始発の京都行き列車は4番のりばから発車する。複線化工事完成以前は単式・島式の複合型2面3線で、2番のりばを上下共用の待避線とした構成であった。
- 2・4番のりばを使用する列車は、車内保温のため、ドア横の開閉ボタンを押して乗り降りする。

その他
- 2008年6月14日に橋上駅舎の一部が完成し使用開始となり、同年11月21日に駅舎は全面的に完成した。引き続き南北の駅前広場の整備も行われ、2009年3月14日までに完成した。4番のりば（下り待避線）を設置し両方向で快速・特急列車の待避が可能な2面4線にする工事も行われ、2010年3月7日の花園駅 - 当駅間の複線化に合わせて使用を開始した。

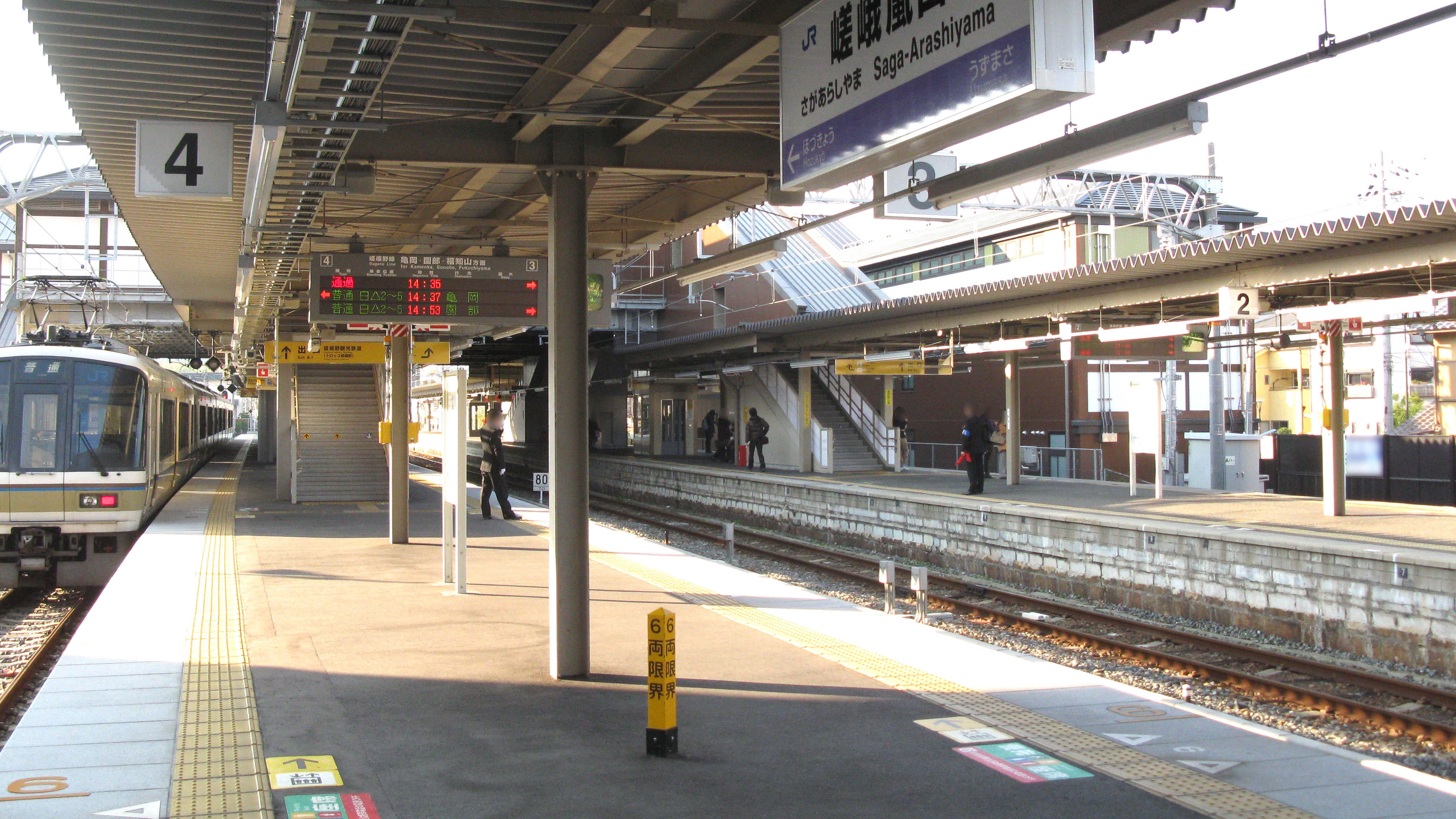
ホーム（2011年12月）

#### 駅舎
2007年3月17日までは、1897年に京都鉄道の駅として開業した当時の駅舎（使用終了時点でJR西日本では最古の現役駅舎）を改装して使用していた。1994年までは貴賓室も備えていたほか、レトロかつモダンな駅舎が周囲の風景に溶け込んでいたが、京都 - 園部間完全複線化に向けた橋上駅舎への改築のために2007年3月18日からは仮駅舎が使用され、旧駅舎は仮駅舎の陰に隠れた。その後、2007年6月に旧駅舎の解体作業が始まり、歴史ある駅舎は姿を消した。2008年6月14日から現在の橋上駅舎の使用開始に伴い、旧駅舎側が南口となったほか、新たに北口と南北自由通路が設置された。また、北口には新駅舎完成時からエスカレーターが、南口側はエレベーターが改築当初からそれぞれ設置されていたが、エスカレーターは仮駅舎を撤去した跡に設置されたため、橋上駅舎の開業から少し遅れて同年11月21日に使用開始となった。駅舎は和風の内外装を持ち、付近の景観に溶け込むように配慮されている。さらに、南口側の駅前広場（2500m2）が2009年2月28日から、北口側の取り付け道路と駅前広場は2009年3月14日からそれぞれ使用開始となった。

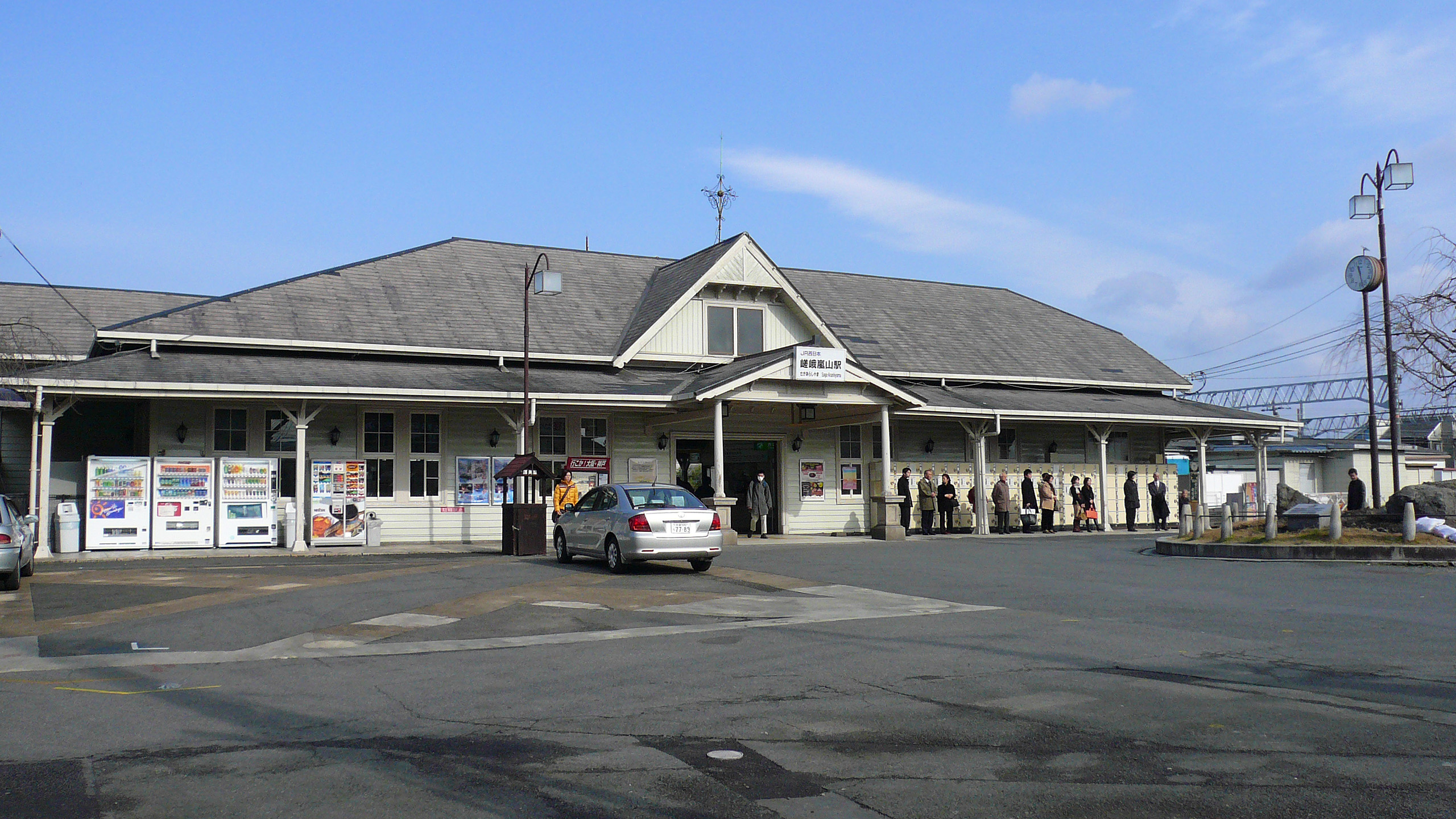
解体された旧駅舎（2006年1月）
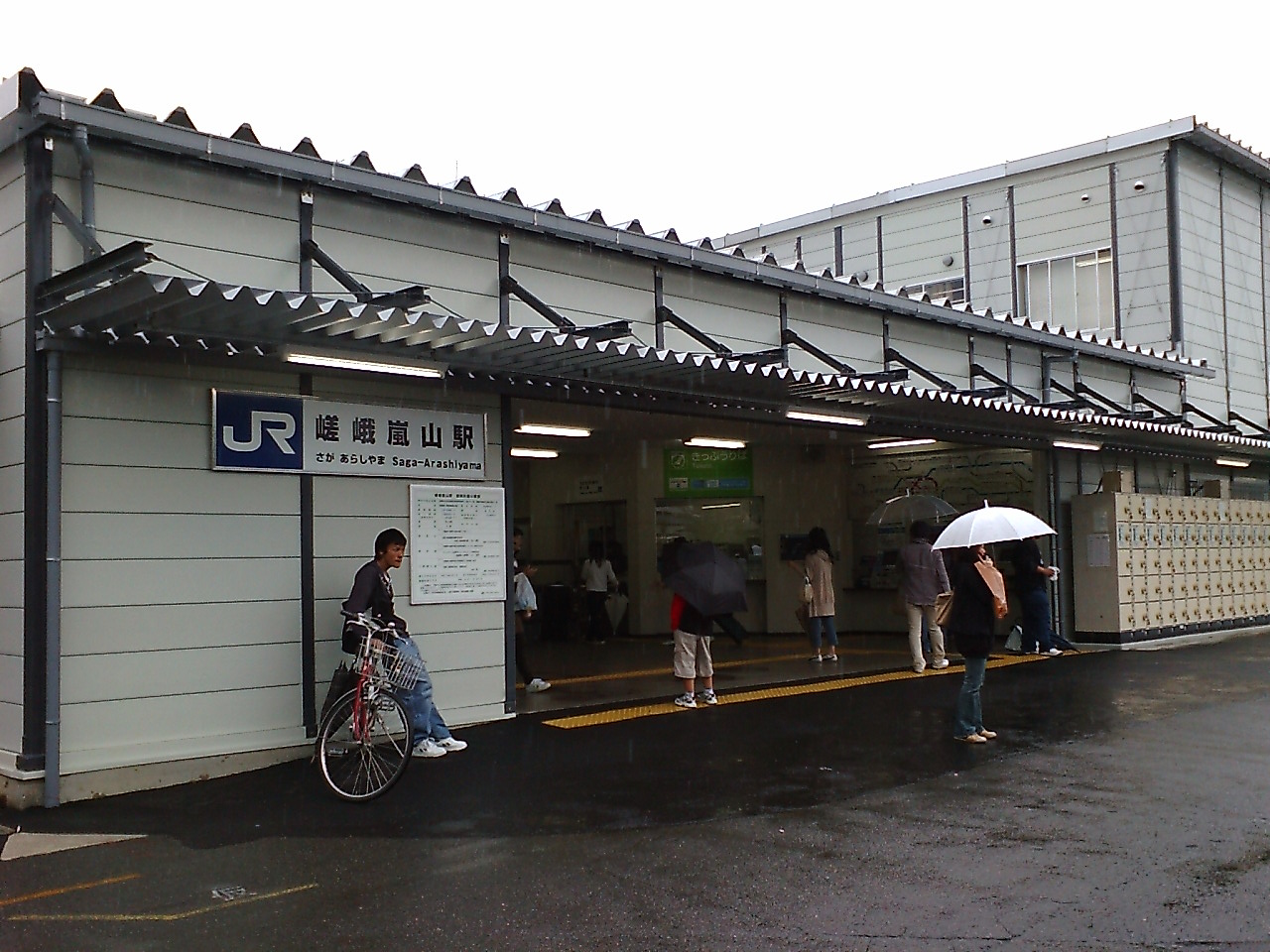
駅舎改築中に使用された仮駅舎（2007年5月）
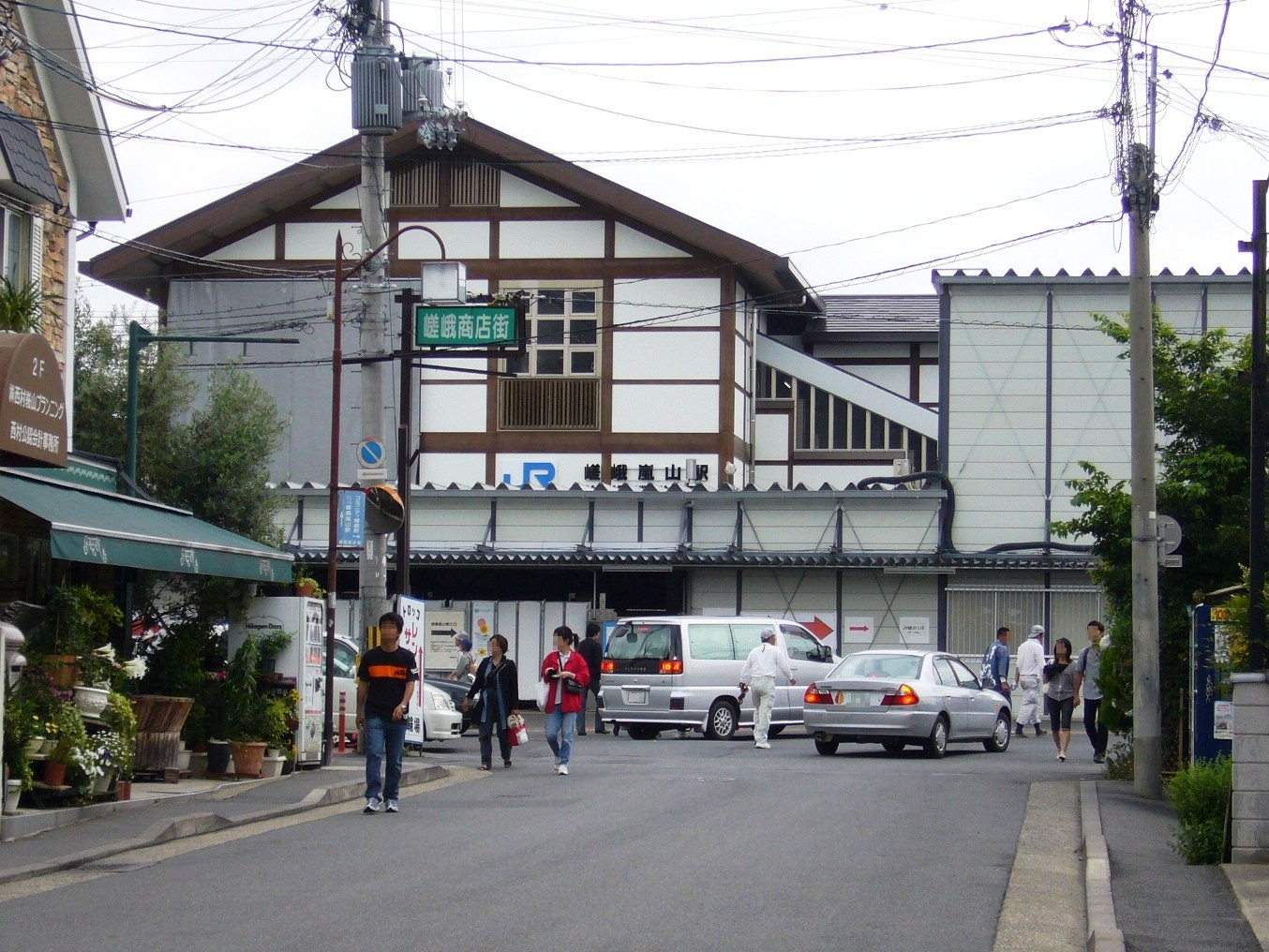
現駅舎開業翌日の現・仮両駅舎（2008年6月）
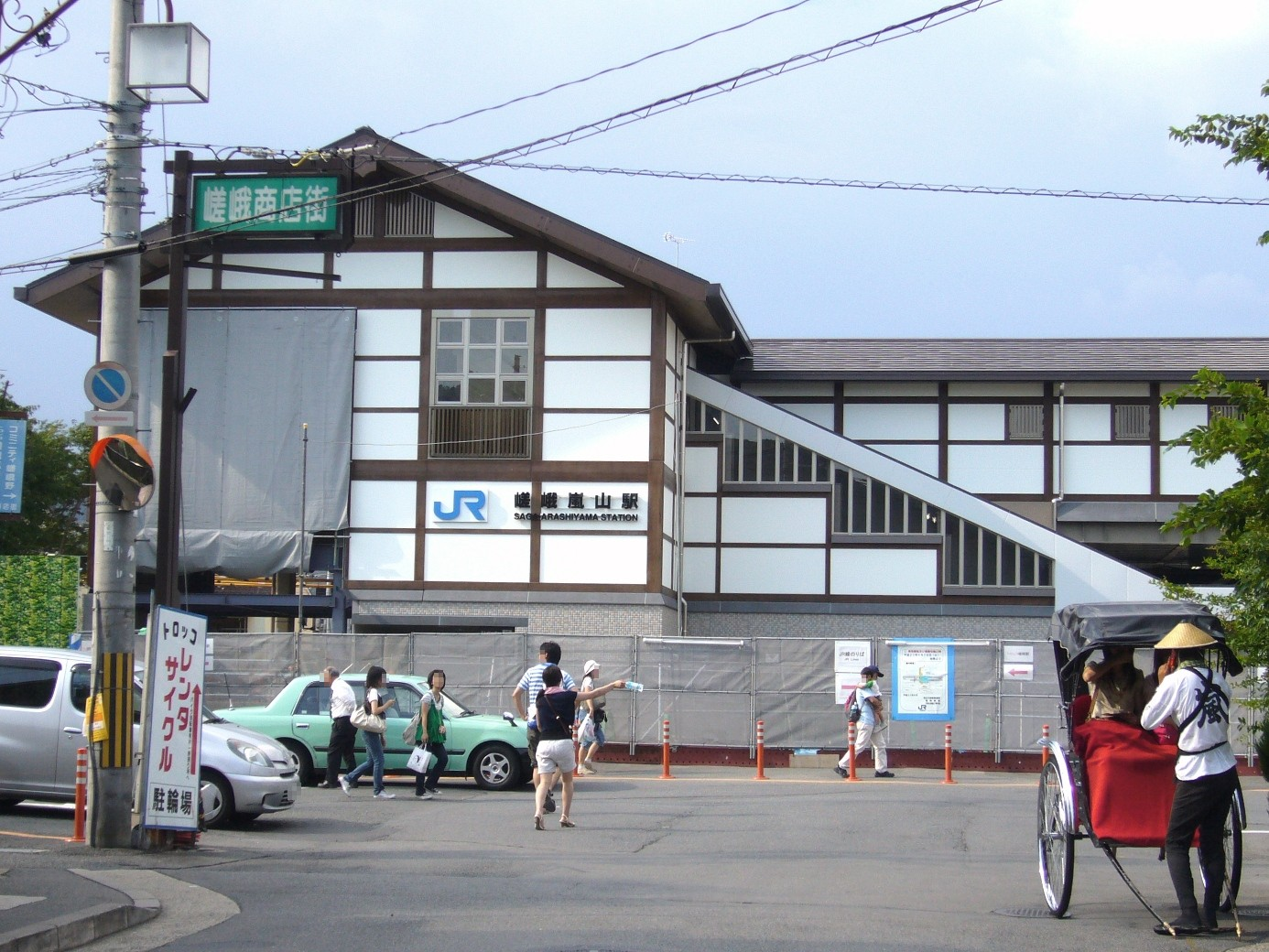
仮駅舎撤去後（2008年8月）

### 嵯峨野観光鉄道（トロッコ嵯峨駅）
単式ホーム1面1線の地上駅。駅舎は開業6周年を記念して総工費3億円で建設され、外壁がレンガ風の鉄骨造2階建て。旧駅舎の4倍の面積となり、直径3mのシャンデリアが設置されている。
JR西日本の嵯峨嵐山駅とは独立した駅舎を持っており、乗り換えの際も一旦改札を出る必要があるが、当駅からトロッコ嵐山駅までの間は山陰本線と線路を共用しているため運転取り扱い上では嵯峨嵐山駅と同一駅扱いとなっており、同駅の「5番線」として扱われている。
駅舎と並んで、19世紀の科学技術や芸術を展示している「19世紀ホール」があり、C58形などの蒸気機関車などが展示されている。駅舎内と「19世紀ホール」はつながっており、嵯峨野観光線の営業時に無料で自由に内部が見学できる。

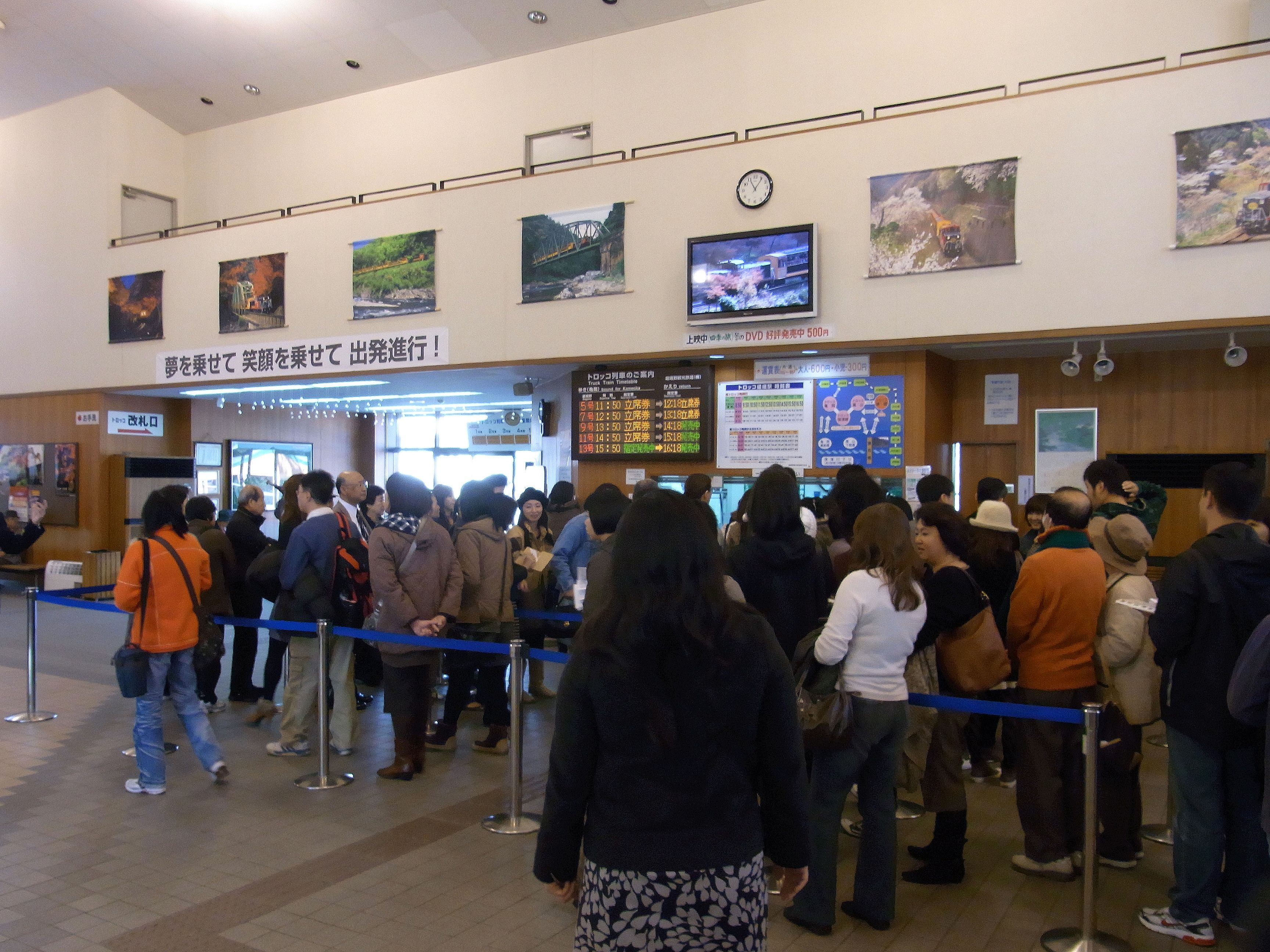
駅改札口（2009年11月）
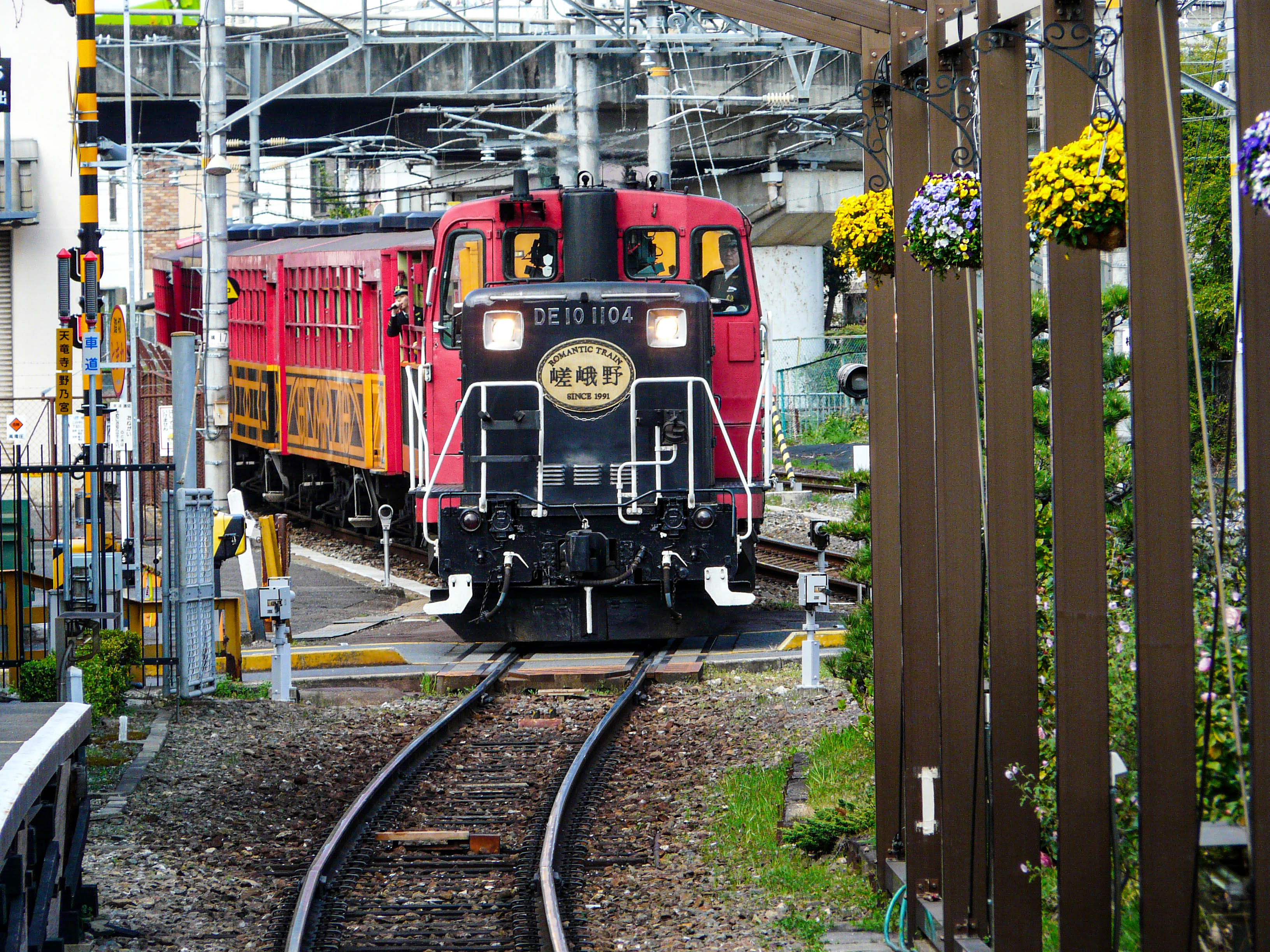
トロッコ嵯峨駅に入線するトロッコ列車（2018年4月）
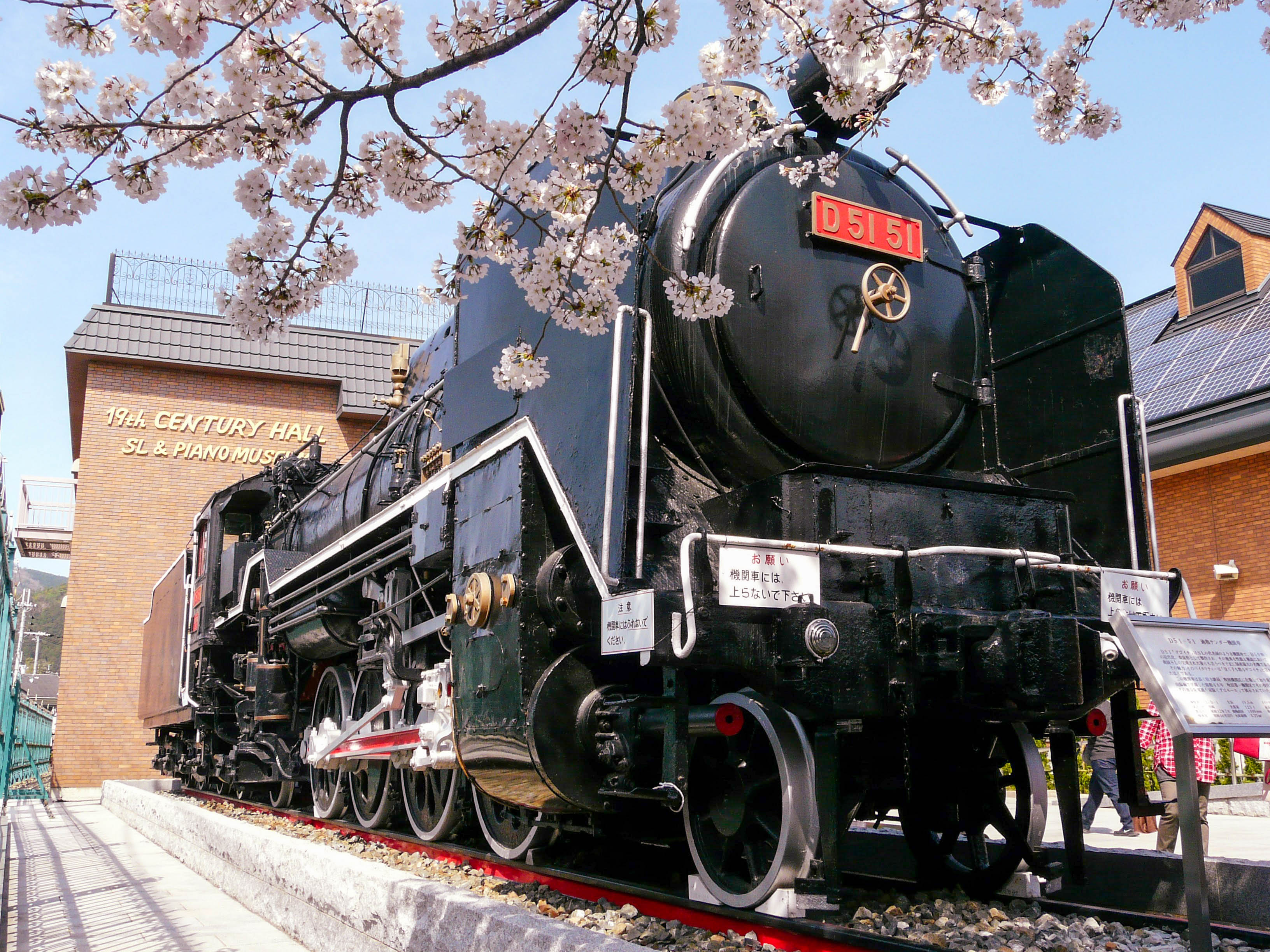
駅前に展示されていたD51 51とサクラ（後ろの建物は19世紀ホール）
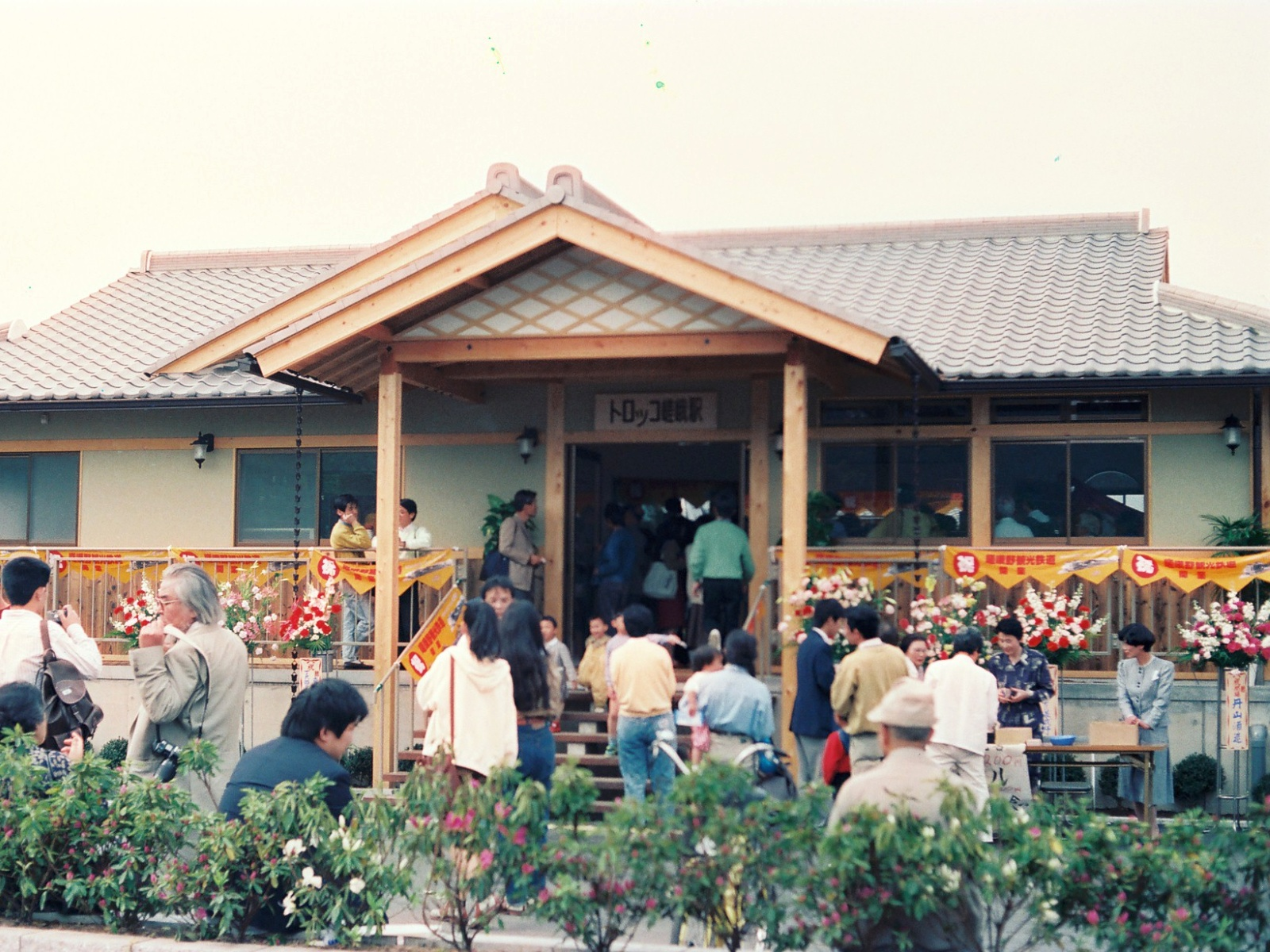
開業日の旧駅舎の様子

## 利用状況
2023年度の1日当たりの利用者数は17,080人。1日の平均乗車人員は以下の通りである。
| 年度   | 1日平均 乗車人員 |
| ------ | ---------------- |
| 1999年 | 4,868            |
| 2000年 | 4,800            |
| 2001年 | 4,822            |
| 2002年 | 4,789            |
| 2003年 | 4,912            |
| 2004年 | 4,871            |
| 2005年 | 5,159            |
| 2006年 | 5,170            |
| 2007年 | 5,332            |
| 2008年 | 5,241            |
| 2009年 | 4,959            |
| 2010年 | 5,186            |
| 2011年 | 5,527            |
| 2012年 | 5,855            |
| 2013年 | 6,049            |
| 2014年 | 6,225            |
| 2015年 | 6,891            |
| 2016年 | 7,499            |
| 2017年 | 8,159            |
| 2018年 | 8,244            |
| 2019年 | 8,426            |
| 2020年 | 4,748            |
| 2021年 | 5,137            |
| 2022年 | 7,066            |

### 年度別1日平均乗車人員（1930年代—1940年代）
各年度の1日平均乗車人員は下表の通り。
| 年度               | 1日平均 乗車人員 |
| ------------------ | ---------------- |
| 1931年（昭和06年） | 692              |
| 1932年（昭和07年） | 600              |
| 1933年（昭和08年） | 327              |
| 1934年（昭和09年） | 625              |
| 1935年（昭和10年） | 392              |
| 1936年（昭和11年） | 905              |
| 1937年（昭和12年） | 406              |
| 1938年（昭和13年） | 869              |
| 1939年（昭和14年） | 446              |
| 1940年（昭和15年） | 862              |
| 1941年（昭和16年） | 1,104            |

## 駅周辺
駅の西側や北側が、一般には嵯峨野と言われている地域であり、南西方向が嵐山である。主な観光地はいずれも駅からやや離れているが、今や嵐山・嵯峨野地区を代表する観光スポットのひとつである嵯峨野観光線が乗り入れているため、同路線へ乗り継ぐ利用者が多く見られる。他社の嵐山駅と比較すると、京都駅から乗り換えなしで到達できることが当駅の利点となっている。
嵐電嵯峨駅（京福電気鉄道嵐山本線）は南へ徒歩約4分、阪急嵐山駅は渡月橋を渡って南東方向へ徒歩約20分。
駅前から京都府道135号嵯峨嵐山停車場線が発し、天龍寺方面へ通じる。

### 主な施設

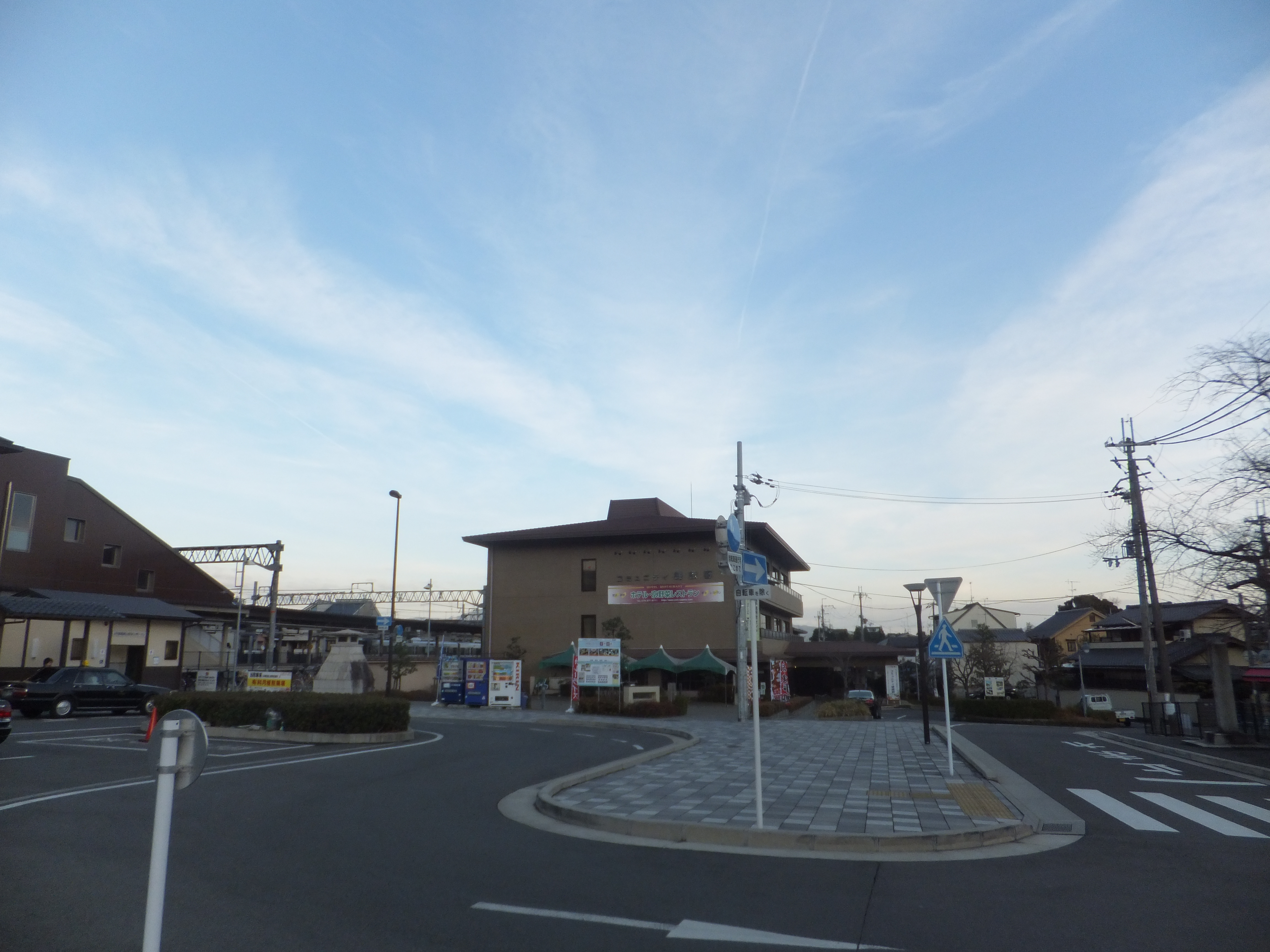
南側にあるロータリー
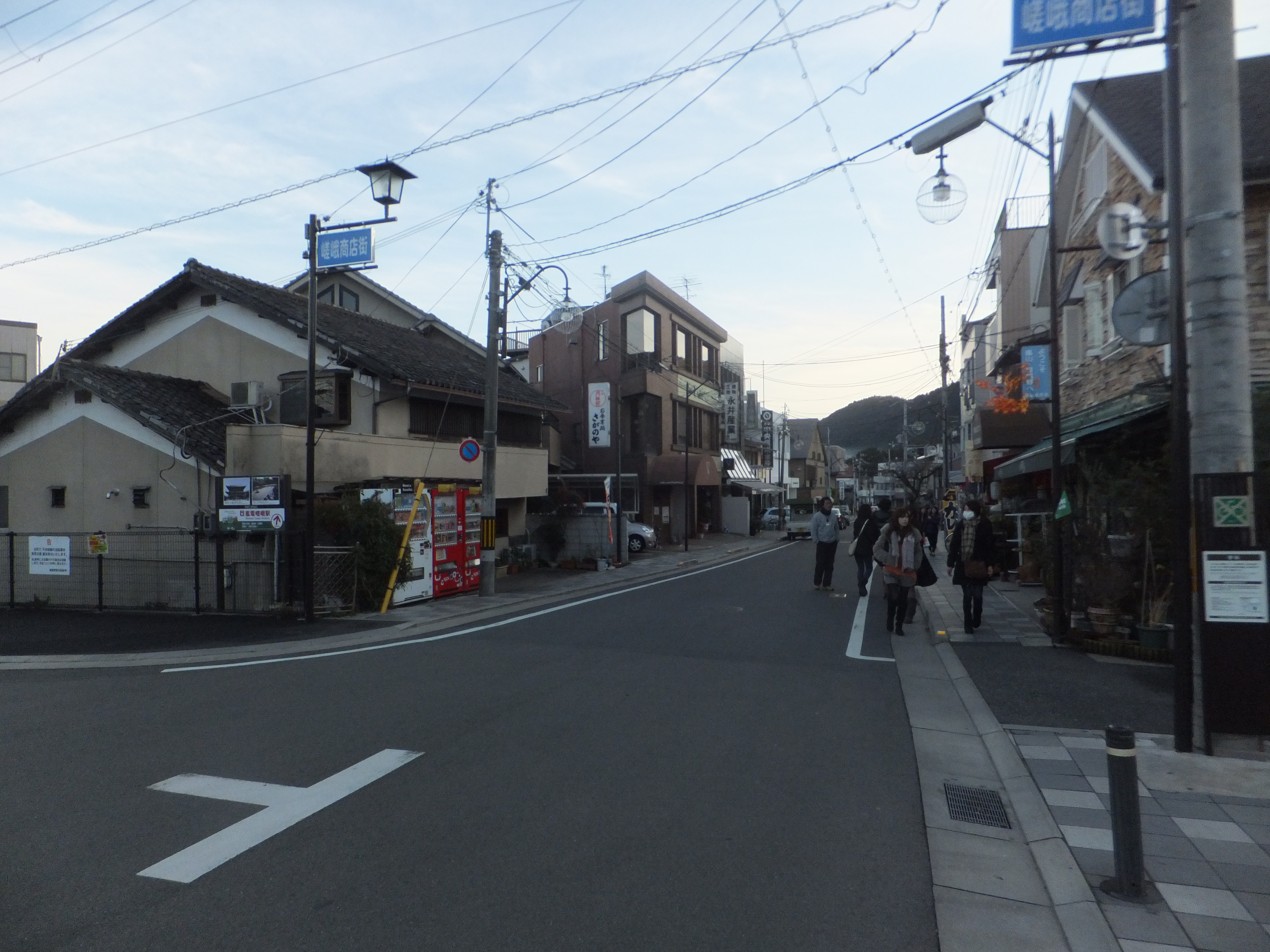
南側にある商店街

- 天龍寺
- 大覚寺
- 清凉寺
- 野宮神社
- 嵯峨野 鐵風館
- 京都嵐山オルゴール博物館
- 嵯峨鳥居本（重要伝統的建造物群保存地区）

- 南側にあるロータリー
- 南側にある商店街

## バス路線
2009年3月28日の市バスダイヤ改正により、「嵯峨嵐山駅前」のバス停が新設された。
- 嵯峨嵐山駅前（駅北側）
  - 京都市バス
    - 11号系統：四条河原町・三条京阪 / 山越中町
    - 91号系統：大覚寺 / 四条烏丸
    - 93号系統：嵐山 / 錦林車庫
    - 特93号系統：嵐山
    - 臨号系統：太秦天神川駅前

  - 京都バス
    - 81系統：京都駅前 ※平日の早朝1便のみ運行
    - 臨丸太町系統：嵯峨瀬戸川町 / 川端丸太町
- 角倉町（駅南側）
  - 京都市バス（東行のみ）
    - 11号系統：四条河原町・三条京阪

  - 京都バス
    - 62系統：四条河原町・三条京阪 / 清滝
    - 63系統：四条河原町・三条京阪 / 苔寺すず虫寺
    - 66系統：四条河原町・三条京阪 / 阪急嵐山駅前
    - 67系統：四条河原町・三条京阪
    - 72系統：京都駅前 / 清滝
    - 快速72系統・快速76系統・81系統：京都駅前
    - 73系統：京都駅前 / 苔寺・すず虫寺
    - 76系統：京都駅前 / 阪急嵐山駅前
    - 83系統：苔寺・すず虫寺

## 隣の駅
西日本旅客鉄道（JR西日本）
 嵯峨野線（山陰本線）
■快速
円町駅 (JR-E05) - 嵯峨嵐山駅 (JR-E08) - 亀岡駅 (JR-E11)
■普通
太秦駅 (JR-E07) - 嵯峨嵐山駅 (JR-E08) - 保津峡駅 (JR-E09)
嵯峨野観光鉄道
■嵯峨野観光線
トロッコ嵯峨駅 - トロッコ嵐山駅